# Кабанова, Медея Георгиевна
Медея Георгиевна Кабанова (урожд. Джавахишвили) (род. 9 апреля 1988 года) — российская пловчиха в ластах, заслуженный мастер спорта России.
2 детей. 
1 муж Кабанов Павел Германович- Заслуженный Мастер Спорта по плаванию
2 муж…. 

## Карьера
Медея тренируется у ЗТр А. М. Салмина. Многократный чемпион и призёр чемпионатов мира, Европы и России.
Спортсмен-инструктор отделения подводного спорта Новосибирского ЦВСМ.